# Schmuck-Flösselhecht
Der Schmuck-Flösselhecht (Polypterus ornatipinnis) gehört zur Gattung der Eigentlichen Flösselhechte (Polypterus).

## Merkmale
Schmuck-Flösselhechte erreichen eine Länge von bis zu 46 Zentimetern. Ihre Lebenserwartung kann bis zu 25 Jahre betragen. Die Unterscheidung der Geschlechter ist schwierig, die Afterflosse des Männchens ist jedoch größer und der Kopf des Weibchens breiter.

## Ökologie

### Vorkommen
Er kommt nur in Zentral- und Ostafrika, u. a. im oberen und mittleren Teil des Kongo, aber auch im Tanganjikasee vor. Man findet ihn dort in stehenden oder nur leicht fließenden Gewässern, wo er im Schatten von Wasserpflanzen den Tag verbringt, um nachts auf Jagd zu gehen. Die für Polypterus ornatipinnis  optimale Wassertemperatur liegt zwischen 26 und 28 °C.
In der Roten Liste der bedrohten Tierarten des IUCN ist der Schmuck-Flösselhecht nicht gelistet.

### Ernährung
Schmuck-Flösselhechte ernähren sich rein carnivor, etwa von kleineren Fischen, Muscheln und Würmern.
Prinzipiell wird jedoch alles als Beute angenommen, was überwältigt werden kann. Polypteridae sind Stoßräuber.
Sie „pirschen“ sich an die Beute an, indem sie sich mit den kräftigen Brustflossen vorwärts schieben oder langsam heran schwimmen, um dann zuzustoßen.
Die Augen spielen bei der Nahrungssuche eine eher untergeordnete Rolle.
Ausfindig gemacht wird die Beute durch „erschnüffeln“ mit den Narinen (röhrenartige Fortsätze der Nasenöffnungen).